# Ernst Tugendhat
Ernst Tugendhat (8. března 1930 Brno – 13. března 2023 Freiburg im Breisgau) byl německý filosof, který se zabýval hlavně řeckou filosofií, analytickou filosofií a filosofickou antropologií. Jeho etika se inspirovala hlavně Immanuelem Kantem.

## Život a působení

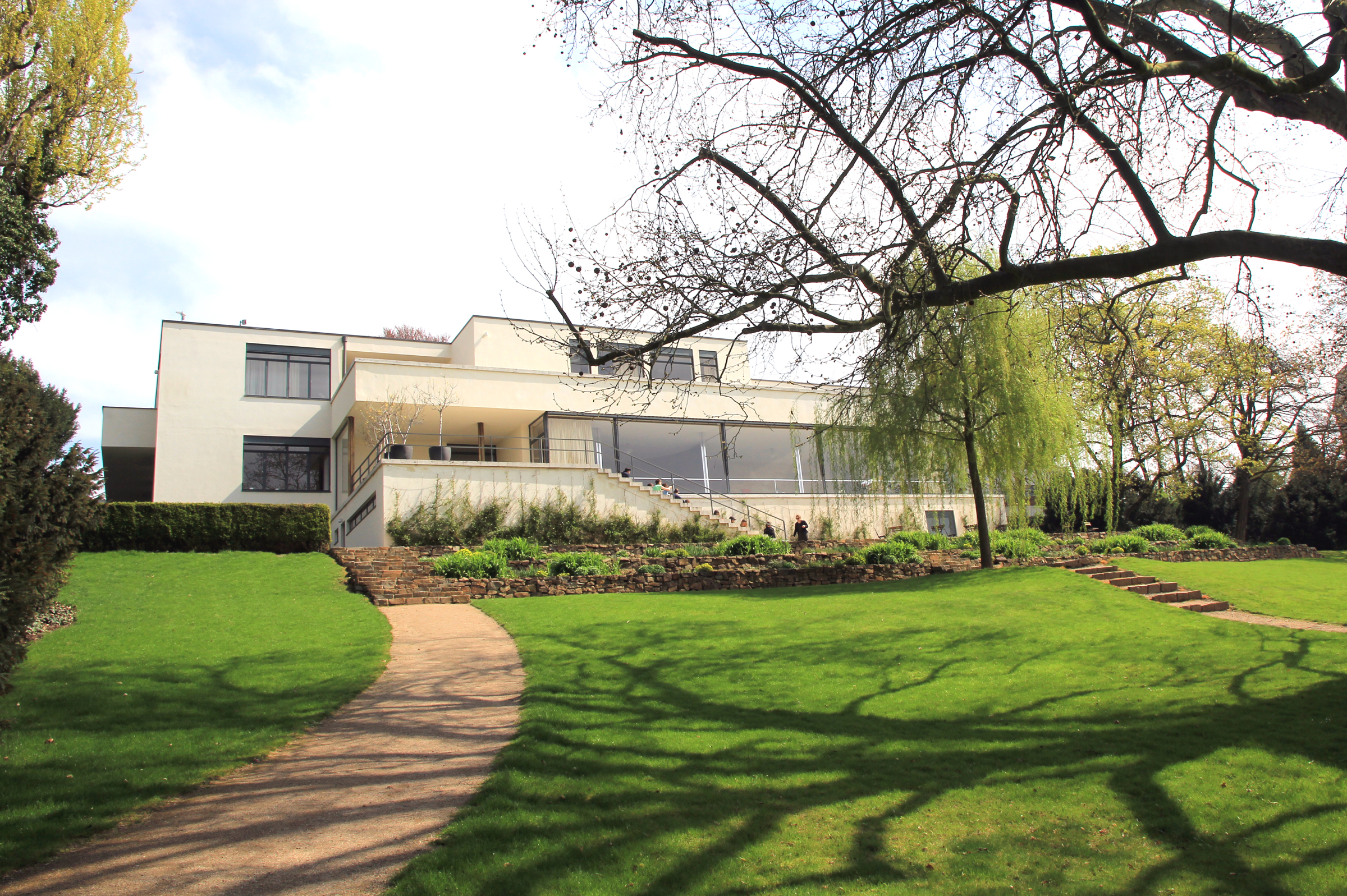
Vila Tugendhatových v Brně, kde Ernst strávil prvních osm let života

Narodil se v židovské rodině. Jeho rodiče byli Fritz Tugendhat a Grete Tugendhat. Na jejich zakázku byla postavená vila Tugendhat v Brně-Černých Polích. V roce 1938 musela celá rodina emigrovat do Švýcarska. V roce 1941 rodina pro jistotu opustila Evropu a usadila se v Caracasu ve Venezuele. V letech 1944–1949 studoval Ernst Tugendhat na Stanfordově univerzitě filosofii a klasické jazyky. Doktorát získal roku 1956 ve Freiburgu. V letech 1956–1958 studoval a pracoval na univerzitě v Münsteru, potom jako asistent v Tübingenu, kde se po ročním pobytu na univerzitě Ann Arbor v Michiganu roku 1966 habilitoval. V letech 1966–1975 byl profesorem na univerzitě v Heidelbergu, ale na protest proti poměrům na německých univerzitách odešel zpět do Jižní Ameriky. Později se stal emeritním profesorem v Berlíně. Po emeritování v roce 1992 působil jako hostující profesor na katolické univerzitě v Santiago de Chile, na IWM ve Vídni a v letech 1996–1997 na Univerzitě Karlově v Praze. Roku 1999 byl jmenován čestným profesorem na Universitě v Tübingenu. V Tübingenu také žil. Zemřel ve Freiburgu 13. března 2023.

## Dílo
- 1958: Ti kata tinos. Alber Karl. ISBN 3-495-48080-3
- 1970: "The Meaning of 'Bedeutung' in Frege" (Analysis 30, s. 177–189)
- 1975: Vorlesungen zur Einführung in die sprachanalytische Philosophie. Suhrkamp Verlag KG. ISBN 3-518-27645-X,
- 1979: Selbstbewußtsein und Selbstbestimmung. Frankfurt: Suhrkamp. ISBN 3-518-27821-5,
- 1984: Probleme der Ethik. Reclam Philipp Jun. ISBN 3-15-008250-1
- 1992: Philosophische Aufsätze. Suhrkamp Verlag. ISBN 3-518-28617-X
- 1992: Ethics and Politics
- 1993: Vorlesungen über Ethik. Suhrkamp Verlag. ISBN 3-518-28700-1
- 1995: "The Moral Dilemma in the Rescue of Refugees" (Social research 62:1)
- 2000: "Zeit und Sein in Heideggers Sein und Zeit" (Sats: Nordic Journal of Philosophy 1.1)
- 2003: Egozentrizität und Mystik. Eine anthropologische Studie. C. H. Beck. ISBN 978-3-406-51049-6
- 2007: Anthropologie statt Metaphysik. C. H. Beck. ISBN 978-3-406-55678-4

### V češtině
- E. Tugendhat, Logicko-sémantická propedeutika. Praha: Rezek 1997
- E. Tugendhat, Přednášky o etice. Praha: Oikúmené 2004
- E. Tugendhat, Tři přednášky o problémech etiky. Praha: Mladá fronta 1998